# Далерон-Уротеппа
«Далерон-Уротеппа» — таджикский футбольный клуб из города Истаравшан, бывший участник Высшей лиги чемпионата Таджикистана, бронзовый призёр 2014 года.

## Названия
- 2011—2012 — «Далерон».
- 2013 — «Уротеппа».
- 2013—2016 — «Далерон-Уротеппа».

## История
Клуб основан перед началом сезона-2011 и сформирован из игроков, покинувших ведущую команду города — ФК «Истаравшан». В своём дебютном сезоне «Далерон» выступал в Согдийской зоне Первой лиги, где занял шестое место. В 2012 году в этом же турнире клуб одержал уверенную победу, но из-за решения региональных властей переходить в Высшую лигу тогда отказался.
В 2013 году «Далерон-Уротеппа» стал вторым в зональном турнире Первой лиги, пропустив вперёд худжандскую «Эсхату», а в финальном турнире занял третье место и не получил право на повышение в классе.
Однако в это же время из-за финансовых проблем прекратил существование ФК «Истаравшан», оказавшийся последним в Высшей лиге-2013. И «Далерону-Уротеппа» было предоставлено его место в лиге. При этом в межсезонье-2013/14 обсуждалось возможное объединение «Далерона» и «Истаравшана», но оно так и не произошло, и «Далерон» остался самостоятельным клубом.
Перед стартом в Высшей лиге он усилил свой состав не только игроками распавшегося «Истаравшана», но и другими футболистами, в том числе уровня сборной Таджикистана. В команду перешли защитник Алексей Негматов, братья Далерджон и Давронджон Тухтасуновы, нападающий-ветеран Нумонджон Хакимов, легионеры Фарход Юлдашев и Соломон Теджи.
В дебютном матче 12 апреля 2014 года «Далерон-Уротеппа» принимал столичный «Энергетик» (ничья 1:1). После первого круга клуб шёл лишь на седьмом месте, но под руководством нового тренера Махмаджона Хабибуллоева очень сильно провёл второй круг — из 9 матчей выиграл 6 и 3 свёл вничью, и в результате завоевал бронзовые медали чемпионата.
В 2015 году «Далерон-Уротеппа» выступил неудачно, заняв девятое место среди 10 команд. А перед началом сезона-2016 он отказался от участия в Высшей лиге.

## Поддержка болельщиками
В сезоне-2014 стадион команды «Истаравшан-Арена» являлся самым посещаемым в Таджикистане. А в «Согдийском дерби» с «Худжандом» был зафиксирован абсолютный рекорд — матч посетило примерно 14 000 человек.

## Согдийское дерби
Соперники болельщиков «Далерон-Уротеппа» — клуб «Худжанд». Одна из причин этого противостояния — географическая близость городов. Первое дерби состоялось, ещё когда «Далерон-Уротеппа» играл в Первой лиге. Матч закончился со счетом 2:2.
В Высшей лиге команды встретились в Худжанде, и в этом матче силы тоже были равны — 0:0. Но 1 ноября на «Истаравшан-Арене» хозяева одержали победу со счетом 1:0. Единственный гол в ворота «Худжанда» забил Нумонджон Хакимов.

## Достижения
- Бронзовый призёр чемпионата Таджикистана: 2014.

## Тренеры
- Нуруллоев Асатулло (~2012—2013)
- Турдиев Ахлиддин (февраль-июнь 2014)[4][5]
- Нуруллоев Асатулло (и. о., июнь—июль 2014)
- Хабибуллоев, Махмаджон Халимович (август 2014-январь 2015)[6]
- Маъруф Рустамов (февраль-июль 2015)
- Алиёр Ашурмамадов (июль 2015 — март 2016)